# 斯里根加讷格尔县

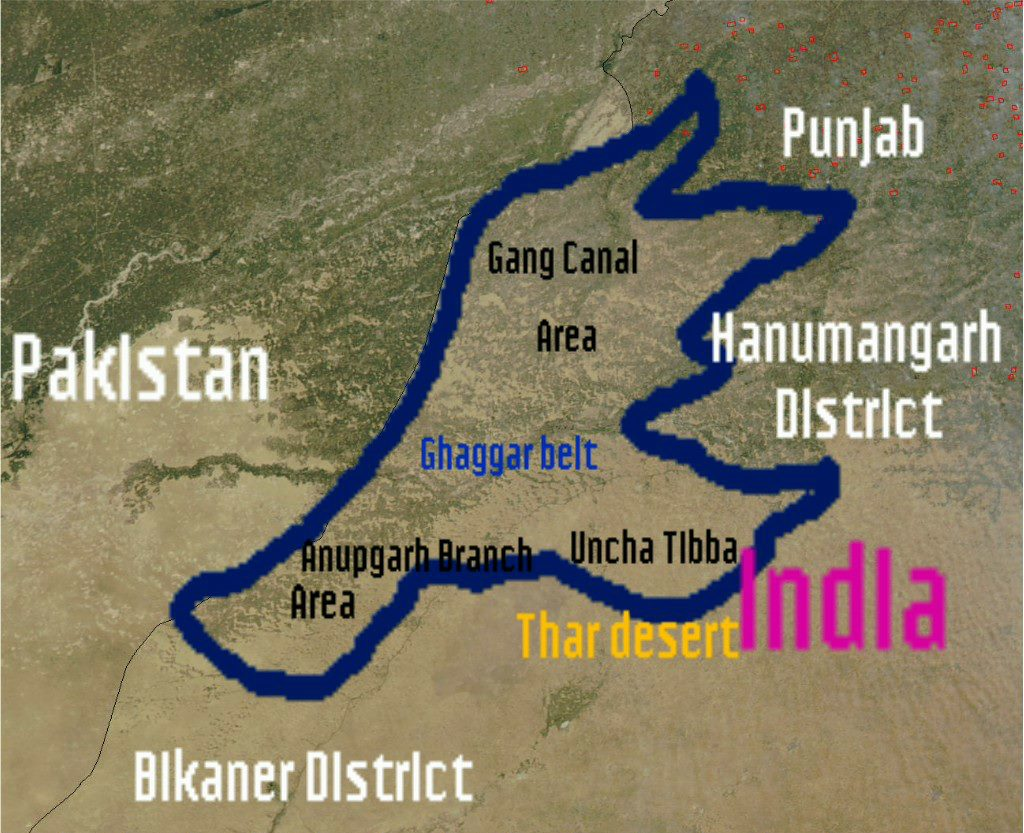

斯里根加讷格尔县（Sri Ganganagar district），旧称根加讷格尔县，是印度的一個縣，位於該國西北部，由拉賈斯坦邦負責管轄，面積7,984平方公里，識字率為70.25%，2011年人口1,969,520，人口密度每平方公里247人。

## 外部連結
- 官方网站
- MyGanganagar.com

29°55′04″N 73°52′54″E / 29.91778°N 73.88167°E